# Cmentarz żydowski w Strzegowie
Cmentarz żydowski w Strzegowie – został założony w XIX wieku i znajduje się w lesie przy drodze wylotowej do Radzanowa. Ma powierzchnię 0,2 ha. Do naszych czasów zachowało się kilkanaście nagrobków. Najstarszy z nich pochodzi z 1911. Na terenie kirkutu znajduje się pomnik ku czci ofiar Holocaustu ufundowany przez Żydów strzegowskich zamieszkałych za granicą.